# Distrito de Chacapampa
El distrito de Chacapampa es uno de los 28 que conforman la provincia de Huancayo, ubicada en el Departamento de Junín, bajo la administración del Gobierno Regional de Junín, en el Perú. Limita por el norte con el distrito de Chicche; por el este con el distrito de Colca y el distrito de Carhuacallanga; por el sur con el Departamento de Huancavelica y al oeste con los distritos de Huasicancha y Chongos Alto.

## Historia
Fue creado por Ley N.º 13204 del 15 de abril de 1959, en el segundo gobierno del Presidente Manuel Prado Ugarteche.

## Geografía
Abarca una superficie de 120.72 km².

## Hitos urbanos
Su municipalidad está ubicada en la Plaza principal. 

## Autoridades

### Municipales
- 2015-2018[1]
  - Alcalde: Teófanes Laura Borja, Movimiento Junín Emprendedores Rumbo al 21 (JER21).
  - Regidores: Juan Quispe Marcos (JER21), Rufino Ríos Ramos (JER21), Zenaida Ceria Ramos de Vilcapoma (JER21), Rubén Jesús Rojas Salomón (JER21), Dacio Vilcapoma Gutiérrez (Frente Amplio).
- 2011-2014[2]
  - Alcalde: Paulino Rubostiano Morales Porta, del Movimiento político regional Perú Libre (PL).
  - Regidores: Mauro Pérez Morales (PL), Enrique Buitrón Quispe (PL), Germán de la Cruz Quispe (PL), Bertha Camposano Buitrón (PL), Elmer Gerardo Balbín Lifonzo (APRA).
- 2007-2010
  - Alcalde: Nazario Ricardo Borja Castro.

### Policiales
- Comisaría 
  - Comisario: Sgto. PNP

### Religiosas
- Arquiiócesis de Huancayo[3]
  - Arzobispo: Mons. Pedro Barrego Jimeno, SJ.
- Parroquia[4]
  - Párroco: